# Зеельбах (Шуттер)
Зеельбах (нем. Seelbach) — община в Германии, в земле Баден-Вюртемберг. В 1806-14 гг. — столица княжества Лейенского.
Подчиняется административному округу Фрайбург. Входит в состав района Ортенау. Население составляет 5026 человек (на 31 декабря 2010 года). Занимает площадь 29,90 км².